# Expreso Maule
Expreso rural del  Maule fue un servicio ferroviario rural de pasajeros. Inició sus operaciones el 7 de junio de 2012. Era operado por Trenes Metropolitanos, empresa filial de la Empresa de los Ferrocarriles del Estado. Se creó para apoyar la alta demanda de pasajeros. Unió la ciudad de Santiago con la ciudad de Linares, beneficiando también a la población de las ciudades de Rancagua, San Fernando, Curicó y Talca y las comunas más pequeñas de Graneros, Rengo, Molina, San Javier y Linares.  
Desde el 6 de julio de 2015 el servicio fue suspendido temporalmente, aludiendo principalmente por trabajos en las vías por un período de 6 meses. Adicionalmente se sumaron los trabajos del proyecto Rancagua Express, que es el principal motivo de modernización de material rodante e infraestructura desde la Región Metropolitana a Rancagua. Sin embargo, tras la finalización de las obras, no se restableció el servicio y el 6 de enero de 2016 se determinó su clausura definitiva debido a su baja productividad, fundiéndose con el servicio TerraSur.

## Estaciones

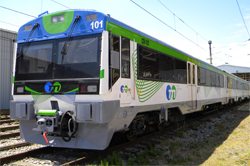
Automotor UT-440 de Trenes Metropolitanos.

Las estaciones que poseía eran las siguientes:
| Estación     | Ubicación                               | Comuna                   | Combinación                                             |
| ------------ | --------------------------------------- | ------------------------ | ------------------------------------------------------- |
| Alameda      | Alameda con Avenida Matucana            | Santiago                 | Metrotren TerraSur                                      |
| Graneros     | Luis Barros Borgoño con Santa Julia     | Graneros                 | Metrotren                                               |
| Rancagua     | Avenida Estación con Carrera Pinto      | Rancagua                 | Metrotren                                               |
| Rengo        | Avenida José Bisquert con Lautaro       | Rengo                    |                                                         |
| Pelequén     | Calle Estación con Pajaritos            | Malloa                   | Ramal Pelequén-Las Cabras                               |
| San Fernando | Quechereguas con Urriola                | San Fernando             | TerraSur Ramal San Fernando-Pichilemu                   |
| Curicó       | Maipú con Arturo Prat                   | Curicó                   | TerraSur                                                |
| Molina       | Avenida Luis Cruz Martínez con Estación | Molina                   | TerraSur                                                |
| Talca        | Once Oriente con Dos Sur                | Talca                    | TerraSur Ramal Talca-Constitución Ramal Talca-Mariposas |
| San Javier   | Avenida Balmaceda con General Barboza   | San Javier de Loncomilla | TerraSur                                                |
| Linares      | Avenida Brasil con Independencia        | Linares                  | TerraSur Ramal Linares-Colbún                           |